# Barbara Duden (Politikerin)

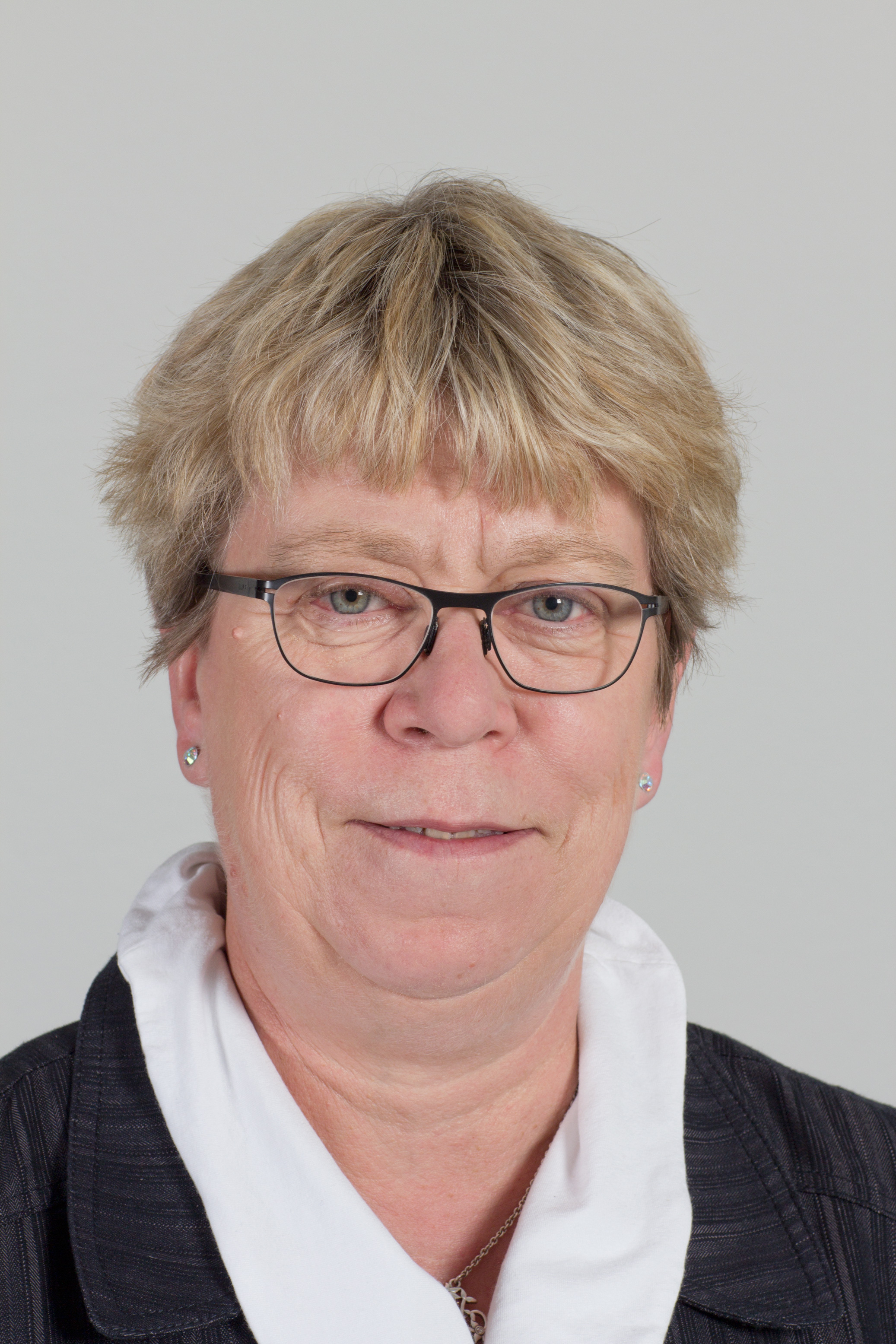
Barbara Duden (2011)

Barbara Duden (* 15. Juni 1951 in Hamburg) ist eine deutsche Politikerin der SPD, sie war Mitglied der Hamburgischen Bürgerschaft und dort von 2004 bis 2020 Vizepräsidentin.

## Leben
Barbara Duden machte nach der Schule eine Ausbildung als Buchhändlerin. Später studierte sie Bibliothekswesen und arbeitete in der Bücherhalle Hamburg-Horn. Aktuell (Stand 2023) ist sie als Referentin für die Helmut und Loki Schmidt Stiftung tätig.

## Politik
Duden trat 1976 in die SPD ein. Von 1978 bis 1991 war sie Mitglied der Bezirksversammlung Wandsbek und dort von 1985 bis 1991 Fraktionsvorsitzende der SPD-Bezirksfraktion.
Von Oktober 2001 bis März 2004 amtiertet sie als stellvertretende Landesvorsitzende der SPD Hamburg und Kreisvorsitzende der SPD Wandsbek. Sie war bis 2021 Vorsitzende des SPD-Distriktes Hamburg-Jenfeld.
Mitglied der Hamburgischen Bürgerschaft war sie vom 19. Juni 1991 bis 2020. Von März 2004 bis März 2011 war sie Erste Vizepräsidentin der Bürgerschaft. Im März 2011 wurde sie erneut als Vizepräsidentin in das Präsidium der Bürgerschaft gewählt.
Bei der Bürgerschaftswahl 2008 konnte sie über die Landesliste ihrer Partei erneut ins Parlament einziehen und vertrat die SPD während dieser Wahlperiode im Verfassungsausschuss, im Schulausschuss und Europaausschuss. Bei der Wahl 2011 konnte sie ebenfalls über den SPD-Landeslistenplatz 2 erneut in die Bürgerschaft einziehen. Bei der Wahl 2015 erhielt sie die meisten Stimmen im Wahlkreis Wandsbek und damit ein Direktmandat für die Bürgerschaft.

## Mitgliedschaften
Neben der parlamentarischen Arbeit ist sie Mitglied der Arbeiterwohlfahrt (AWO), bei der „Selbsthilfe e.V. Jenfeld“ ist sie die 1. Vorsitzende und Mitglied der Gewerkschaft ver.di.